# Niklaus Niggeler
Niklaus Niggeler (Grossaffoltern, 3 mei 1817 - Bern, 26 mei 1872) was een Zwitsers advocaat, notaris, bestuurder en politicus uit het kanton Bern.

## Biografie
Niklaus Niggeler was de zoon van een landbouwer en gemeentesecretaris. Hij was gehuwd met Bertha Snell, een dochter van Wilhelm Snell. Na zijn schooltijd in Grossaffoltern studeerde hij van 1836 tot 1841 rechten in Bern. In 1841 werd hij advocaat en notaris. In 1846 volgde hij zijn schoonbroer Jakob Stämpfli op als redacteur van de  radicaalgezinde Berner Zeitung.
Van 1846 tot 1861 en van 1864 tot 1866 zetelde Niggeler in de Grote Raad van Bern. Van 6 juli 1848 tot 1 mei 1850 en van 2 juli 1855 tot 2 december 1860 zetelde hij in de Kantonsraad, waarvan hij van 5 juli 1858 tot 5 mei 1859 voorzitter was. Bij de federale parlementsverkiezingen van 1860 geraakte hij verkozen in de Nationale Raad, waar hij zou zetelen van 3 december 1860 tot 2 december 1866. Van 2 tot 21 juli 1866 was hij voorzitter van de Nationale Raad. 
Van 1859 tot 1872 was Niggeler bestuurder van bij de Kantonnale Bank van Bern.